# Dewey Redman
Dewey Redman (rodným jménem Walter Dewey Redman; 17. května 1931 Fort Worth – 2. září 2006 Brooklyn) byl americký jazzový saxofonista, synovec saxofonisty Dona Redmana a otec saxofonisty Joshua Redmana. Již na střední škole hrál s Ornette Colemanem, se kterým hrál i v letech 1968–1972 již během své profesionální kariéry. Následně až do roku 1976 působil v kvartetu Keitha Jarretta. Později vydal řadu alb pod svým jménem a spolupracoval s dalšími hudebníky, mezi které patří Randy Weston, Pat Metheny, Charlie Haden nebo Ed Blackwell. Zemřel na selhání jater ve svých pětasedmdesáti letech.